# ISO 3166-2:PT
ISO 3166-2:PT is een ISO-standaard met betrekking tot de zogenaamde geocodes. Het is een subset van de ISO 3166-2 tabel, die specifiek betrekking heeft op Portugal.
De gegevens werden tot op 27 november 2015 geüpdatet op het ISO Online Browsing Platform (OBP). Hier worden 2 autonome regio’s - autonomous region (en) / région autonome (fr) / região autónoma (pt) – en 18 districten - district (en) / district (fr) / distrito (pt) - gedefinieerd.
Volgens de eerste set, ISO 3166-1, staat PT voor Portugal, het tweede gedeelte is een tweecijferig nummer (met voorloopnullen).

## Codes
| Code  | Naam                       | Categorie      |
| ----- | -------------------------- | -------------- |
| PT-01 | Aveiro                     | district       |
| PT-02 | Beja                       | district       |
| PT-03 | Braga                      | district       |
| PT-04 | Bragança                   | district       |
| PT-05 | Castelo Branco             | district       |
| PT-06 | Coimbra                    | district       |
| PT-07 | Évora                      | district       |
| PT-08 | Faro                       | district       |
| PT-09 | Guarda                     | district       |
| PT-10 | Leiria                     | district       |
| PT-11 | Lisboa                     | district       |
| PT-12 | Portalegre                 | district       |
| PT-13 | Porto                      | district       |
| PT-30 | Região Autónoma da Madeira | autonome regio |
| PT-20 | Região Autónoma dos Açores | autonome regio |
| PT-14 | Santarém                   | district       |
| PT-15 | Setúbal                    | district       |
| PT-16 | Viana do Castelo           | district       |
| PT-17 | Vila Real                  | district       |
| PT-18 | Viseu                      | district       |